# Marc'Antonio Zondadari
Marc'Antonio Zondadari, est le 65e grand maître des Hospitaliers de l'ordre de Saint-Jean de Jérusalem, il appartenait à une ancienne et noble famille de Sienne, et était par sa mère petit-neveu du pape Alexandre VIII.

## Biographie
Né à Sienne le 26 novembre 1658, il fut d'abord élevé à la maison paternelle.
Mais ayant été  destiné, dès son bas âge, à faire partie des chevaliers de l'ordre de Saint-Jean de Jérusalem, il fut envoyé de bonne heure au collège des nobles de Parme, alors dirigé par les jésuites, et de là passa à Malte, où il fit pendant quatre ans ses caravanes avec une intrépidité remarquable. Ses exploits lui valurent un avancement rapide ; après avoir commandé pendant deux ans une des galères de la religion, il obtint du grand maître Gregorio Carafa trois commanderies.
En 1701, il devint grand écuyer, maître de chambre et intime confident du grand maître Raimondo Perellos y Roccafull. Il ne se servit de son crédit que pour procurer le bien général de l'ordre, engagea le grand maître à remettre là marine maltaise sur un pied sinon formidable, du moins respectable, et lui adressa un plan financier à ce sujet. En 1712, il fut envoyé comme ambassadeur auprès du pape Clément XI, qui avait pour lui une estime particulière ; aussi vint-il à bout de terminer à la satisfaction de ses confrères les négociations dont il avait été chargé, et dont le but était de faire cesser à Malte les empiétements et la tyrannie de l'inquisition.
Enfin, Raymond étant mort, Zondadari fut choisi pour lui succéder dans le magistère, en 1720. La courte durée de son règne fut signalée par des règlements et des mesures fort sages. Il resserra les liens de la discipline, qui depuis longtemps étaient relâchés, répara les fortifications, pourvut tant à l'abondance qu'à la distribution régulière des aumônes, et s'appliqua à faire fleurir le commerce. Il obtint aussi du pape un bref portant que tout chevalier qui posséderait plus de trois cents livres de revenu serait tenu d'entretenir un homme pour la sûreté de l'île. Le choix qu'il fit de Ruffi, pour commander les galères de l'Ordre, fut suivi de plusieurs prises importantes et lui valut des applaudissements universels. II n'y avait qu'une voix sur la sagesse de son gouvernement ; et tous faisaient des vœux pour qu'il restât longtemps encore à la tête des affaires, lorsqu'il expira le 16 juin 1722, âgé de 63 ans. António Manoel de Vilhena lui succéda.
On a de Zondadari un opuscule intitulé Courte instruction sur l'ordre militaire des chevaliers de Saint-Jean de Jérusalem (Breve e particolare istruzione del sacro or dîne mililare degli Ospitalari), Rome, 1719, 1 vol. in-12 ; réimprimé à Paris en 1721, et ensuite à Padoue en 1724, avec une paraphrase du psaume 41 qui est aussi de lui. Toutes ces éditions sont anonymes.

## Sources bibliographiques
- Bertrand Galimard Flavigny (2006) Histoire de l'ordre de Malte, Perrin, Paris
- Giornale de letterati d'Italia, t. 37, p. 286
- Elogi degli uomini illustri toscani, t. 4, p. 642. P-OT.{RC}
- « Marc'Antonio Zondadari », dans Louis-Gabriel Michaud, Biographie universelle ancienne et moderne : histoire par ordre alphabétique de la vie publique et privée de tous les hommes avec la collaboration de plus de 300 savants et littérateurs français ou étrangers, 2e édition, 1843-1865 [détail de l’édition]